# Diu Crône
Diu Crône (litt. « La Couronne ») est un long poème médiéval composé en moyen haut allemand d'environ 30 000 vers, décrivant la quête des chevaliers de la Table ronde pour le Saint Graal. Cette épopée, attribuée à Heinrich von dem Türlin, a été écrite aux alentours de 1230. Dans ce poème, la quête est achevée par sir Gauvain, et non Perceval ou Galaad.

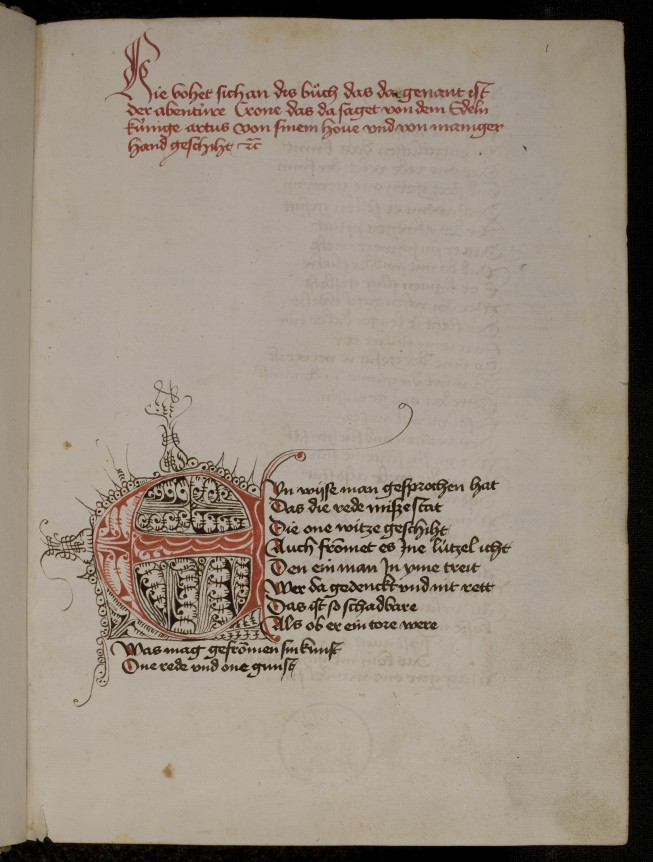
Page du manuscrit Diu Crône d'Heidelberg

Plusieurs manuscrits de ce texte sont recensés en Allemagne :
- Cologne, Bibliothèque municipale et universitaire (Universitäts und Stadtbibliothek), Cod. 5 P 62
- Heidelberg, Bibliothèque universitaire (Universitätsbibliothek), Cod. Pal. germ. 374
- Vienne, Bibliothèque nationale d'Autriche (Österr. Nationalbibliothek), Cod. 2779
- Berlin, Bibliothèque nationale (Staatsbibliothek), mgf 923 Nr. 9
- Schwäbisch Hall, Bibliothèque municipale (Stadtbibliothek), ohne Sign. [manquant]
- Kiel, Bibliothèque universitaire (Universitätsbibliothek), Ms. K.B. 48l